# 洛克鎮區 (北卡羅萊納州羅恩縣)
洛克鎮區（英語：Locke Township）是位於美國北卡羅萊納州羅恩縣的一個鎮區。

## 地方資料
洛克鎮區的面積為79.51平方千米，當中陸地面積為79.40平方千米，而水域面積為0.11平方千米。根據2020年美國人口普查的數據，當地共有人口14713人，而人口密度為每平方千米185.05人。